# 20527 Dajowestrich
20527 Dajowestrich è un asteroide della fascia principale. Scoperto nel 1999, presenta un'orbita caratterizzata da un semiasse maggiore pari a 2,3849369 UA e da un'eccentricità di 0,1449586, inclinata di 2,43957° rispetto all'eclittica.